# PGC 10164
LEDA/PGC 10164 ist eine Spiralgalaxie im Sternbild Perseus am Nordsternhimmel. Sie ist schätzungsweise 487 Millionen Lichtjahre von der Milchstraße entfernt und hat einen Durchmesser von etwa 170.000 Lichtjahren. Vom Sonnensystem aus entfernt sich das Objekt mit einer errechneten Radialgeschwindigkeit von näherungsweise 10.800 Kilometern pro Sekunde. 

## Galaktisches Umfeld
| Nr. | Galaxie          | Alternativname            | Rek           | Dek           | Distanz/asec |
| --- | ---------------- | ------------------------- | ------------- | ------------- | ------------ |
|     | LEDA/PGC 10164   | CGCG 539-075              | 02h40m54.75s  | +41d13m39.4s  | 0            |
| 1   | LEDA/PGC 2180233 | 2MASX J02405010+4122503   | 02h40m50.11s  | +41d22m50.7s  | 554.10       |
| 2   | LEDA/PGC 2179099 | 2MASX J02414748+4118450   | 02h41m47.50s  | +41d18m45.3s  | 668.36       |
| 3   | LEDA/PGC 2180784 | 2MASX J02404011+4125009   | 02h40m40.12s  | +41d25m01.1s  | 701.09       |
| 4   | LEDA/PGC 2176766 | 2MASX J02395523+4109584   | 02h39m55.24s  | +41d09m58.9s  | 712.23       |
| 5   | LEDA/PGC 2179231 | WISEA J023958.01+411910.7 | 02h39m58.07s  | +41d19m11.4s  | 720.19       |
| 6   | LEDA/PGC 2174722 | 2MASX J02402634+4102250   | 02h40m26.384s | +41d02m24.90s | 747.11       |
| 7   | LEDA/PGC 2174590 | 2MASX J02412678+4101509   | 02h41m26.824s | +41d01m51.08s | 795.43       |
| 8   | LEDA/PGC 2179615 | 2MASX J02420038+4120336   | 02h42m00.40s  | +41d20m33.9s  | 848.43       |
| 9   | LEDA/PGC 2176034 | 2MASX J02394753+4107204   | 02h39m47.53s  | +41d07m20.3s  | 848.72       |
| 10  | LEDA/PGC 2179906 | 2MASX J02415984+4121396   | 02h41m59.84s  | +41d21m39.6s  | 875.80       |
| 11  | LEDA/PGC 2178998 | 2MASX J02394104+4118244   | 02h39m41.03s  | +41d18m24.5s  | 878.07       |
| 12  | LEDA/PGC 2178895 | 2MASX J02393607+4118024   | 02h39m36.08s  | +41d18m02.7s  | 925.42       |
| 13  | LEDA/PGC 2178789 | 2MASX J02393315+4117393   | 02h39m33.14s  | +41d17m39.3s  | 951.61       |
| 14  | LEDA/PGC 2174646 | 2MASX J02415391+4102070   | 02h41m53.890s | +41d02m07.14s | 962.04       |